# Туилаги, Ману
Манусамоа «Ману» Туилаги (англ. Manu Tuilagi, родился 18 мая 1991 в Фогапоа) — английский регбист самоанского происхождения, играющий в английском чемпионате за клуб «Сейл Шаркс».
В 2013 году в составе команды «Британских и ирландских львов» принимал участив в туре по Австралии.

## Биография
Родился 18 мая 1991 года в местечке Фогапоа, Самоа. Ману является младшим в семье из шести братьев. Пятеро из них — Анителеа, Алесана, Генри, Санеле и Фредди — также профессиональные регбисты.

### Факты биографии
У него имеется татуировка на правой руке, которая представляет его родину Самоа.
В июне 2010 года Туилаги столкнулся с угрозой депортации из Великобритании после того, как выяснилось, что он попал в страну незаконно.
В 2011 году Ману Туилаги в одном из матчей английской лиги потерял над собой контроль и нанёс Крису Аштону («Нортхэмптон») серию из трёх боксерских ударов, за что был дисквалифицирован на 5 недель.
В октябре этого же года самоанец был оштрафован на 4800 фунтов стерлингов (по другим данным на 3000) за то, что после поражения Англии от Франции в четвертьфинале Кубка мира, проходившего в Новой Зеландии,  напился и прыгнул в море с борта парома.
В сентябре 2013 года Туилаги принёс извинения премьер-министру Великобритании Дэвиду Кэмерону после неудачной шутки за его спиной (наставил «ро́жки») на коллективной фотографии во время визита «Британских и ирландских львов» на Даунинг-Стрит.